# Аладжалова, Елена Сергеевна
Елена Сергеевна Аладжалова (24 мая 1904, Бауска, Курляндская губерния — 1984, Ленинград) — советский живописец, член Ленинградского Союза художников.

## Биография
Родилась 24 мая (6 июня) 1904 года в городке Бауска Курляндской губернии в семье инженера-путейца Аладжалова Сергея Акимовича (1879—1921). В 1922 поступила в ленинградский ВХУТЕИН, занималась на отделении живописи у К. С. Петрова-Водкина. В 1927 окончила институт с присвоением звания художника монументальной живописи. Дипломная работа — картина «Праздник 1 Мая».
С конца 1920-х член-экспонент выставок АХРР. Писала пейзажи, портреты. Работала в технике масляной живописи и акварели. В 1930-е работала художницей в «Союзкино» и «Совкино» в Ленинграде. В качестве художницы участвовала в создании фильмов А. Зархи и И. Хейфица «Ветер в лицо» (1930) и «Полдень» (1931). Участвовала в этнографических экспедициях «Союзкино» по Костромской и Рязанской областям в качестве художницы. Позднее работала на Ленинградской фабрике «Совкино» художницей-мультипликатором. После войны участвовала в реставрации дворцово-парковых ансамблей Ленинграда и его пригородов. В 1950 была принята в члены ЛССХ по секции живописи.
Скончалась в 1984 году в Ленинграде. Её произведения находятся в музеях и частных собраниях в России и за рубежом.